# 2021年対アジア人暴力反対集会
2021年対アジア人暴力反対集会（にせんにじゅういちねんたいアジアじんぼうりょくはんたいしゅうかい）は2021年にアメリカ各地で開かれたアジア系アメリカ人に対する暴力に反対する集会。

## 概要
コロナ禍のなかアメリカでアジア系へのヘイトクライムが急増。2021年3月16日には2021年アトランタ連続銃撃事件も発生し、ニューヨークで3月19日にアジア系の住民ら数百人が集まり暴力や嫌がらせに抗議する集会を開催。その前後にもアメリカ各地で同様の集会が開かれた。